# Тунгусское восстание
Тунгусское восстание 1924—1925 годов — вооружённое выступление повстанцев из представителей коренных народов Севера в Якутии и районах Северо-Востока.

## Ход событий
Восстание было вызвано репрессивными действиями советской власти против традиционной верхушки местного населения (тойонов, торговцев), отделением от Якутии её восточных территорий, в том числе порта Аян (Аян - залив, пролив на эвенкийском языке) и закрытием портов для иностранной торговли, что привело к ограничению торговли, ударившему по частным торговцам, а также конфискацией оленей у состоятельных оленеводов.
10 мая 1924 года отряд из 25—30 повстанцев заняли Нелькан. В ночь на 6 июня 1924 года отряд из 60 повстанцев сумел одержать победу над советским гарнизоном порта Аян и захватить населённый пункт и порт. Здесь разместилась группировка численностью до 300 человек.
На съезде представителей аяно-нельканских, охотско-аянских и маймаканских тунгусов и якутов, в котором значительную роль сыграли также участники русского белого движения, было создана Тунгусская республика и избрано Временное Центральное Тунгусское национальное управление, решившее отделиться от РСФСР. Начальником штаба вооружённых отрядов стал М. К. Артемьев, начальником отрядов — тунгус П. Г. Карамзин из видного эвенкийского княжеского рода.
Повстанческие отряды якутов, тунгусов (эвенков) и русских белогвардейцев действовали в Аяно-Нелькано-Алданском, Охотском, Оймяконо-Верхоянском районах Якутии, в Абые.
Конфликт вошёл в наиболее активную фазу в начале 1925 года. В первых числах февраля против повстанцев был направлен кавалерийский отряд под командованием знаменитого Строда. Тридцатилетний Иван Яковлевич Строд (1894—1937) считался одним из опытнейших на Дальнем Востоке и в Восточной Сибири красноармейских командиров. 
Тем временем, увидев, что силовые методы подавления повстанческого движения в Охотском крае влекут за собой лишь дальнейшее озлобление части коренного населения и не способствуют кардинальному решению проблемы, руководящие органы советской власти решили изменить политику в сторону достижения компромисса. Немалую роль в разрешении конфликтной ситуации сыграл Иван Строд, за долгие годы жизни и службы в тайге Восточной Сибири и Дальнего Востока хорошо изучивший психологию и обычаи местного населения.
Михаил Артемьев встретился с делегацией ЦИК Якутии под руководством Р. Ф. Кулаковского. Был подписан договор о перемирии, а 30 апреля к Артемьеву прибыла делегация Якутского ЦИК, в которую входили Е. И. Слепцов, Ф. Г. Сивцев и Н. Болдушев. Следствием переговоров стало сложение оружия отрядом М. К. Артемьева 9 мая 1925 года. Спустя два месяца, 18 июля, сложил оружие отряд другого авторитетного командира П. В. Карамзина. 
В 1927 году началась политика «закручивания гаек», в результате которой в течение года бывшие руководители восстания были репрессированы, многие затем казнены.